# Lac Okutama

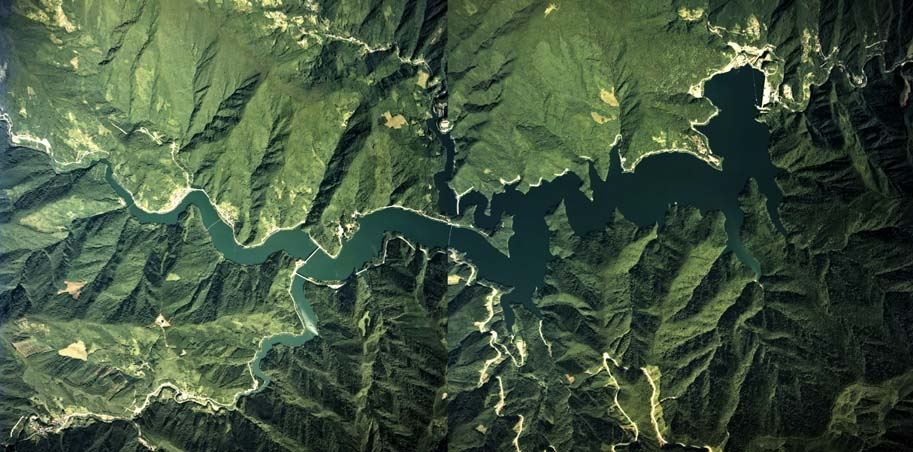
vue aérienne du lac Okutama

Le lac Okutama (奥多摩湖, Okutama-ko) est un lac artificiel situé à la fois[Quoi ?] entre Tokyo et la préfecture de Yamanashi, au Japon. Le lac, aussi connu sous le nom de réservoir d'Ogōchi, est une source importante d'approvisionnement en eau potable pour Tokyo.

## Données
- Hauteur du barrage: 149m
- Longueur du barrage: 353m
- Profondeur maximale : 142m
- Circonférence lorsque le lac est rempli: 45,37km
- Altitude: 526,5m
- Superficie: 4,25km2
- Capacité: 185 400 000m3
- Date de création: 1957
- Déplacements : 945 maisons, 6 000 personnes
- Personnes mortes durant la construction : 87